# Саблеры
Саблеры — российский дворянский род.

## Происхождение и история рода
Эстонская ветвь рода прослеживается с Георга Саблера (1700-1740) пастора в Хальяле. Пасторами были также его сын Томас Саблер (1734—1797) и внук Георг-Христиан Саблер (1776—1819), ещё одним внуком был доктор медицины Томас Фридрих (Фёдор Фомич) (1768 — 1812), отец психиатра Василия Фёдоровича Саблера (1797—1877) и генерал-майора Карла Фёдоровича Саблера
23 ноября 1845  Карл Фёдорович Саблер был крещён православным священником Георгием Недумовым в московской церкви Ржевской иконы Божией Матери (у Пречистенских ворот). Определением Московского дворянского депутатского собрания от 2 сентября 1860 полковник К. Ф. Саблер и его сын Владимир были внесены во 2-ю часть Дворянской родословной книги Московской губернии.

## Известные представители
- Саблер, Александр Георгиевич (1856—1899) — гражданский инженер, член Петербургского общества архитекторов.
- Саблер, Василий Фёдорович (1797—1877) — русский психиатр.
- Саблер (Десятовский), Владимир Карлович (1847—1929) — русский юрист, член Государственного Совета, обер-прокурор Святейшего Синода.
- Саблер, Егор Егорович (1810—1865) — российский астроном.
- Саблер, Карл Фёдорович (1808—1865) — генерал-майор Русской императорской армии, обер-квартирмейстер Отдельного Гренадерского корпуса.
- Саблер, Фёдор Фомич (1769—1812) — профессор, доктор медицины.
- Саблер, Юрий Владимирович (1876—1918) — русский дипломат.